# Bayth al-Fakih
Bayt al-Faqih o Beit al-Faqih (àrab: بيت الفـــقية, Bayt al-Faqīh), antigament coneguda com a Betelfaguy i Buthfoukie, és una ciutat de la governació d'al-Hudayda al Iemen a la ruta de peregrins a la Tihama, entre al-Hudayda i Taizz A 50 km al sud de la primera i 150 al sud-oest de Sana. Té una població de 41.652 habitants (2005). El seu nom vol dir «La casa del jurista.» Se l'anomena també Bayt al-Fakih al-Saghir per distingir-la de Bayt al-Fakih al-Kabir situada més al nord, prop de Badjil. Agafa el seu nom del jurista al-Fakih ibn Udayl. És la capital del districte del mateix nom amb quatre subdistrictes o nàhiyes: Nahiyat Lidjan, Nahiyat al-Husayniya, Nahiyat Bani Said i Nahiyat Bayt al-Fakih (dins del liwà d'al-Hudayda).
La vila devia sorgir a la mort del jurista el 1291. La seva tomba era considerada un lloc on es produïen miracles. Al segle xvii fou centre cafeter. Els britànics hi volien instal·lar una factoria el 1659. Al segle xviii va entrar en decadència. Centre de la tribu Zaranik, ferotgement independent i amb 10000 guerrers, va refusar durant molt de temps acceptar cap autoritat. El 1914 la tribu va cobrar dret de pas a la infanteria otomana. Encara el 1947 va destruir un exèrcit de l'imam enviat a sotmetre la tribu i no va acabar del tot sotmesa fins al temps de la República als anys setanta.